# بنزآمید
بنزآمید (به انگلیسی: Benzamide) یک ترکیب شیمیایی با شناسه پاب‌کم ۲۳۳۱ است. شکل ظاهری این ترکیب، جامد سفید است.

## نگارخانه